# ヘッドアップティルト試験
ヘッドアップティルト試験（head-up tilt test HUT）は圧受容器反射弓のスクリーニングの意味をもつ自律神経機能検査である。起立試験で陰性となった場合に追加することが多い。

## 方法
食後2時間以上経過した状態で仰臥位における心拍数、血圧を測定し、60°～80°ティルトし血圧、脈拍を測定することで起立性低血圧の有無をはじめ、圧受容器反射弓の機能を評価する。カテコールアミン、バソプレッシン（ADH）の採血を追加して自律神経障害部位を診断することもある。

## 判定

### 脈拍の判定
脈拍の反応は交感神経、副交感神経の機能亢進、機能正常、機能低下によって9パターンの反応が知られている。この反応範囲は年齢の影響を強く受ける。

### 血圧の判定
血圧の低下の仕方は様々であり、ヘッドアップ中からすでに血圧が低下するタイプ、ティルト後一旦血圧が低下した後回復するタイプ、ティルト中に徐々に下降するタイプ、突如低下するタイプなどが知られている。最低値で収縮期血圧30mmHg以上、あるいは拡張期血圧15mmHg以上の低下があった場合は起立性低血圧と判定する。また、持続的に血圧が低下するタイプの場合は収縮期血圧20mmHg以上、拡張期血圧10mmHgの低下で起立性低血圧と診断する。上記診断に当てはまらない場合も収縮期血圧が20～30mmHgの低下があった場合は起立性低血圧を強く疑い、その他の自律神経検査を追加する。

### カテコールアミン、バソプレッシンの判定
ノルアドレナリン（NA）、バソプレッシン（ADH）がよく用いられる。ADHは交感神経の反応と求心路は一部共通しているものの遠心路が全く異なることから鑑別の役にたつ。交感神経節後線維の障害ではNAの反応は欠如するがADHの反応は保たれる。交感神経節前線維の障害では節後神経が保たれていることからNAの基礎分泌は保たれるが追加分泌が障害される。但し、節前線維障害主体の多系統萎縮症でも症状が進行すると節後神経障害も合併することが知られている。
ノルアドレナリン値の基礎値は加齢により増加が認められる。基準値としては100～450pg/mlとされているが加齢以外にも様々な要因で変動することが知られている。若年ならば100pg/ml以下でも正常とされることもあるが高齢者ならば100pg/ml以下ならば交感神経障害を積極的に疑う。起立時は一般には60～100%の増加が認められるとされている。60%未満の上昇では上昇欠如を疑う。
| 障害部位                           | NA基礎値   | NA起立時       | ADH基礎値  | ADH起立時 |
| ---------------------------------- | ---------- | -------------- | ---------- | --------- |
| 末梢遠心路（交感神経節～節後線維） | 低値       | 上昇欠如       | 正常～高値 | 上昇      |
| 末梢遠心路（脊髄～交感神経節）     | 低値～正常 | 上昇欠如～減弱 | 正常～高値 | 上昇      |
| 中枢遠心路（脊髄～脳）             | 様々       | 上昇           | 正常～高値 | 上昇      |
| 末梢求心路                         | 正常～高値 | 上昇減弱       | 正常       | 上昇欠如  |
| 中枢求心路                         | 正常       | 上昇           | 正常       | 上昇欠如  |

### カテコールアミン代謝産物の判定
ノルアドレナリン以外のカテコールアミン代謝産物に関しては安静時の値のみがよく知られている。こちらも局在診断で併用することがある。
|                                              | 節後型自律神経不全症                 | 節前型自律神経不全症 | 中枢自律神経繊維網                   |
| -------------------------------------------- | ------------------------------------ | -------------------- | ------------------------------------ |
| 代表疾患                                     | 純粋型自律神経不全症、パーキンソン病 | 多系統萎縮症         | 脳血管障害急性期、筋萎縮性側索硬化症 |
| 交感神経機能                                 | 低下                                 | 低下                 | 亢進                                 |
| 安静時ノルアドレナリン（NA）                 | 低下                                 | 正常                 | 増加                                 |
| 起立時ノルアドレナリン増加                   | なし                                 | なし                 | 正常～軽度増加                       |
| ドパミン（DA）                               | 軽度低下                             | 正常                 | 軽度増加                             |
| ジヒドロキシフェニルグリコール（DHPG）       | 低下                                 | 正常                 | 増加                                 |
| ジヒドロキシフェニルアラニン（DOPA）         | 軽度低下                             | 正常                 | 正常～増加                           |
| ジヒドロキシフェニル酢酸（DOPAC）            | 軽度低下                             | 正常                 | 正常～増加                           |
| メトキシヒドロキシフェニルグリコール（MHPG） | 低下                                 | 正常                 | 増加                                 |
| DHPG/NA比                                    | 増加                                 | 正常                 | 正常～低下                           |

## Thulesiusのダイアグラム
1970年スウェーデンのThulesiusは起立後1分ごとの心拍数増加幅と収縮期血圧下降幅をそれぞれY軸、X軸上にプロットするダイアグラムを考案した。このダイアグラムはしばしばヘッドアップチルト検査の解釈でも用いられる。かつてはTypeⅡaのみを起立性低血圧と考えられた時代もあったが、体位性頻脈症候群（PoTS）、神経調節性失神（NMS）といった疾患概念が登場しこれらが下半身の静脈系への血液貯留を本質とし連続スペクトル上の近縁病態として理解されるようになった。起立性によって立ちくらみ、失神が生じる病態には起立性低血圧（OH）、体位性頻脈症候群（PoTS）、神経調節性失神（NMS）、交感神経緊張型（SOH）などが知られている。
TypeⅠ
高血圧反応といわれる。心拍数が増加し血圧は下降するタイプである。体位性頻脈症候群（PoTS）や起立性高血圧がしばしばこのタイプになる。
TypeⅡ
交感神経緊張反応という。血圧は低下し、心拍数は増加する。体位性頻脈症候群（PoTS）もこのタイプに含まれることがある。
TypeⅡa
交感神経非緊張反応という。心拍数は不変であり血圧は高度に下降する。古典的な神経原性の起立性低血圧はこのタイプである。
TypeⅢ
血管迷走神経性反応という。心拍数は高度に減少、停止し血圧も高度に低下する。神経調節性失神（NMS）などはこのタイプである。

## 有名な検査結果
|                                    | 節前線維障害                                     | 節後線維障害                                     | 交感神経緊張型                                   |
| ---------------------------------- | ------------------------------------------------ | ------------------------------------------------ | ------------------------------------------------ |
| 主な基礎疾患                       | 多系統萎縮症                                     | 純粋自律神経機能不全、糖尿病性ニューロパチー     | PoTS                                             |
| 血圧、脈拍変化                     | 心拍数増加欠如。血圧は起立直後より低下し低値持続 | 心拍数増加欠如。血圧は起立直後より低下し低値持続 | 心拍数が著名に増加。起立維持中に進行性に血圧低下 |
| 安静時ノルアドレナリン値           | 正常～軽度低値                                   | 高度低値                                         | 正常～高値                                       |
| 起立によるノルアドレナリン増加反応 | 欠如                                             | 欠如                                             | 過剰                                             |

多系統萎縮症（MSA）
多系統萎縮症ではヘッドアップ時より血圧の低下が認められ、起立中は横ばいになることが多い。収縮期血圧は30mmHg以上低下し、重篤な場合は50mmHg以上の低下や失神を伴うこともある。ノルアドレナリンは基礎値より低下しており、起立で上昇も認められない。心拍数の上昇幅も小さい。
純粋型自律神経不全（PAF）
ほぼ多系統萎縮症と同様のパターンをとる。起立中の心拍数がむしろ低下することもある。自律神経の障害部位はPAFでは節後線維、MSAでは節前線維が優位と考えられている。この差はMIBGシンチグラフィーで明らかになることがある。
ギラン・バレー症候群（GBS）
ギラン・バレー症候群で自律神経障害が認められる場合は圧受容器反射弓の求心路が障害される。そのため、中枢への抑制がきがず節後神経交感神経活動は亢進する。そのため、安静時の血圧や心拍数は上昇しており血中のノルアドレナリンも高値となる。しかし起立すると血圧は急激に低下し、失神を起こすこともある。SIADH(抗利尿ホルモン不適合分泌症候群)の合併のためADHも高値を示すことが多い。

## 起立性低血圧の治療
生活指導で改善不十分ならば薬物療法を行う。薬物療法は臥位高血圧で長期予後を低下させるリスクがある。日中臥位にならないように指導することも重要である。

### 生活指導
血液貯留の軽減
急激な起立の回避、症状出現時のしゃがみ込みや足組み、簡易式椅子の携帯、弾性ストッキングの着用が効果的とされる。
腹壁の強化
筋力トレーニングはPoTSには有効という意見もある。
循環血液量の増加
夜間睡眠時の頭部挙上、高食塩食（10～20g/day）、飲水22.5l以上などが有効とされている。
食後低血圧の予防
少量の頻回食、食事時のカフェインの摂取が有効とされているがPoTSでは有効性は不明である。

### 薬物療法
| 薬物                             | 商品名         | 作用機序                   |
| -------------------------------- | -------------- | -------------------------- |
| フルドロコルチゾン（0.1～0.3mg） | フロリネフ     | 循環血液量の増加           |
| エリスロポエチン（6000単位）     | エポジンなど   | 循環血液量の増加           |
| デスモプレシン                   | デスモプレシン | 循環血液量の増加           |
| ジヒドロエルゴタミン（36mg）     | ジヒデルゴット | 静脈の交感神経刺激         |
| ミドドリン（4～8mg）             | メトリジン     | 直接的α2刺激               |
| アメジニウム（20mg）             | リズミック     | ノルアドレナリン再吸収阻害 |
| ドロキシドパ（600～900mg）       | ドプス         | ノルアドレナリンの前駆物質 |
| クロニジン（0.225～0.45mg）      | カタプレス     | 部分的α2刺激               |
| オクトレオチド                   | サンドスタチン | 食後低血圧の予防           |
| β遮断薬                          |                | 血管拡張、頻脈の抑制       |
| ピリドスチグミン                 | メスチノン     | 節前線維神経伝達改善       |

アメジニウム、ドロキシドパは頻脈となるためPoTSでは使いにくい。PoTSではベンゾジアゼピン系抗不安薬、抗てんかん薬、抗うつ薬、特にSSRIや生理食塩水の点滴が有効な場合もある。また臥位高血圧の場合はニトログリセリンのパッチ剤を就寝時使用し起床時に剥がすといったこともおこわなれる。

### 漢方薬治療
学校の朝礼で倒れる、排便後立ちくらみがあるなど軽度の起立性低血圧に対して漢方薬で症状緩和をすることがある。半夏白朮天麻湯（はんげびゃくじゅつてんまとう、ツムラ37番）がよく用いられる。半夏白朮天麻湯を1ヶ月ほど使用しても改善がない場合は真武湯（しんぶとう、ツムラ30番）を用いることがある、真武湯は高齢者の様々な症状緩和でよく用いられる漢方薬で子供に使用するのは稀である。